# 七國王
七國王（英語：Seven Kings）是英國倫敦的一個地區，位於大倫敦地區東北部的伊爾福德地區，屬於紅橋倫敦自治市。七國王的早期名稱是Sevekyngg或Sevekyngges，在1285年。